# Brádipo
Brádipo (Bradypus) é um gênero da família monotípica Bradypodidae, da ordem Pilosa, e conhecidas por serem as preguiças-de-três-dedos. Juntamente com as preguiças-de-dois-dedos (Megalonychidae), formam a subordem dos bichos-preguiça (Folivora). O nome preguiça-de-três-artelhos, que, por vezes, é atribuído a esses animais, é enganoso, na medida em que as preguiças-de-dois-dedos também possuem três artelhos nas patas traseiras.

## Distribuição geográfica
A preguiça-de-três-dedos vive no continente americano, sua distribuição natural sendo da América Central (Honduras) até a América do Sul. Entretanto, ela não ocorre no território dos Andes, na região dos Llanos ao longo do rio Orinoco e no sul do continente.

## Características físicas

### Fisiologia

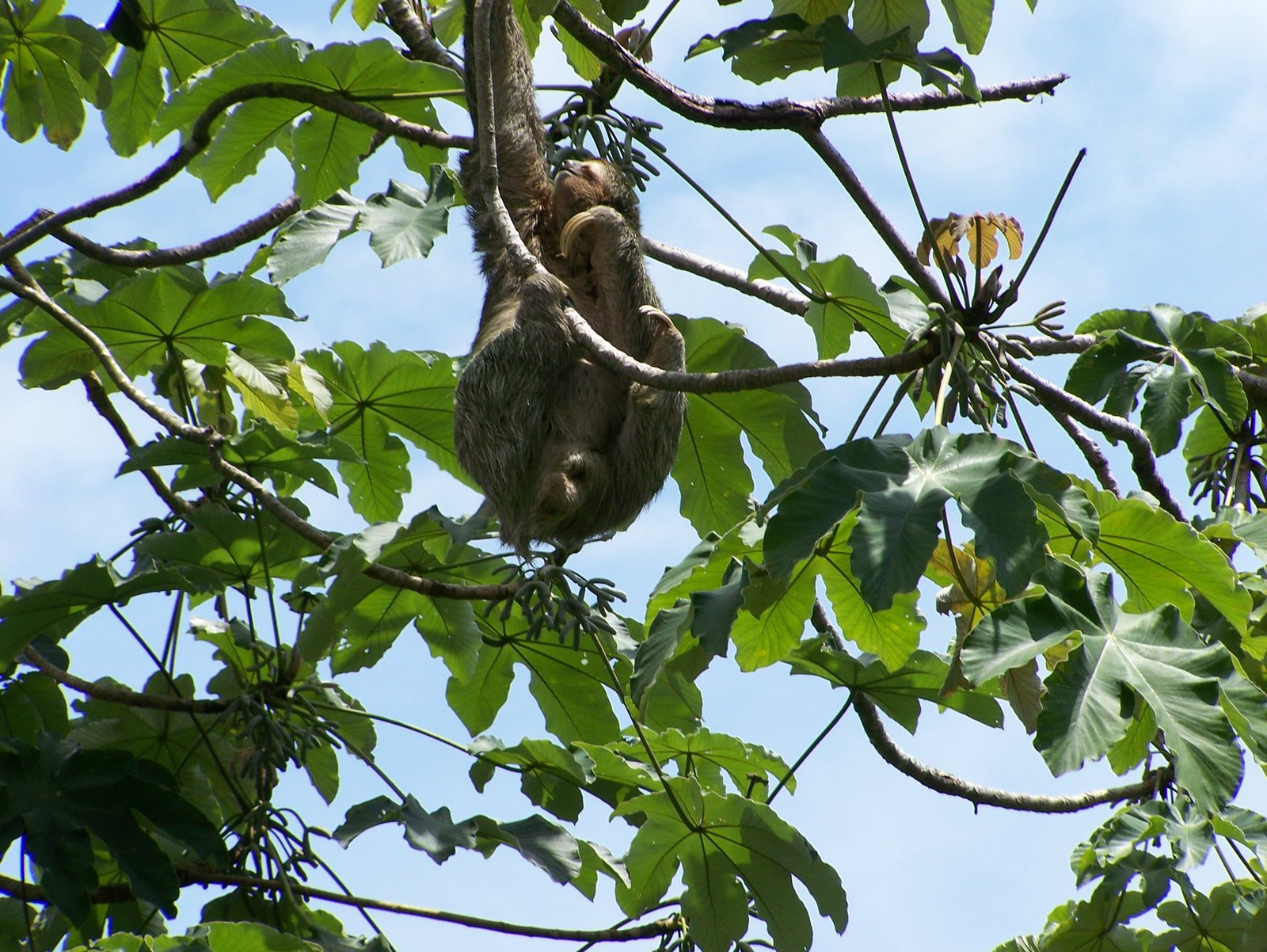
Preguiça-comum numa embaúba

As preguiças-de-três-dedos têm o corpo adaptado a passar a maior parte de suas vidas penduradas de cabeça para baixo nos galhos. Elas chegam a um comprimento cabeça-corpo de 40 a 70 centímetros e a um peso de três a cinco quilos, sendo assim um tanto menores do que as suas parentes de dois dedos. Os membros são longos e fortes, sendo as extremidades anteriores claramente mais longas do que as posteriores, e todas terminam com três artelhos cada, equipados com garras afiadas em forma de gancho. As preguiças-de-três-dedos têm uma cauda curta, de dois a nove centímetros, diferente das preguiças-de-dois-dedos, que não tem cauda. Por muito tempo fez-se outra diferenciação no que se refere ao número das vértebras cervicais: enquanto a maioria dos mamíferos tem sete, as preguiças pareciam possuir até dez. Apenas em 2010, após estudos mais aprofundados, com pesquisas embrionárias, entre outras, de Hautier et al., pode-se corrigir esta ideia e determinar que as vértebras cervicais a mais se tratavam de vértebras torácicas que se deslocaram da cintura escapular e não apresentam arcos costais. Esta é, entretanto, uma estratégia evolucionária para alongar o pescoço sem precedentes entre os mamíferos. Essa adaptação possibilita à preguiça-de-três-dedos uma maior mobilidade da cabeça: elas podem mover a cabeça em um arco de 270°, e assim alcançam mais fontes de alimento sem ter que mover os membros.

### Pelagem
Seu corpo é coberto por uma espessa pelagem, que é composta de um macio subpelo, com pelos transparentes de menos de 0,05 mm de diâmetro, e de pelos desgrenhados e grossos (aproximadamente 0,4 mm de diâmetro) que cobrem os outros. Estes pelos tem sulcos longitudinais, e nascem do meio do ventre em direção ao dorso, para facilitar o fluxo da água da chuva. A pelagem tem uma cor em geral marrom acinzentada, que por vezes ganha uma aparência esverdeada por causa das algas e cianobactérias que nela vivem. Este efeito, marcadamente presente na temporada das chuvas, serve a essas preguiças como camuflagem. Além disso, os animais machos podem ser reconhecidos por uma mancha amarela ou laranja nas costas.
O pelo das preguiças-de-três-dedos serve também de habitat para diversas espécies de insetos: um único espécime pode ser morada de mais de mil besouros. Inclusive múltiplas lepidópteras (ordem que inclui borboletas e mariposas) da família das Pyralidae, subfamília das Chrysauginae como a Cryptoses choloepi ou a Bradipodicola hahneli, conhecidas como mariposas-das-preguiças. Quando as preguiças-de-três-dedos descem ao solo para defecar, a mariposa sai do pelo de sua hospedeira e põe seus ovos nos excrementos. As larvas se alimentam destes, e depois da metamorfose vão em busca de uma nova preguiça hospedeira. Esses organismos são conhecidos como artrópodes associados às preguiças

### Cara e dentes
A cabeça da preguiça-de-três-dedos é pequena e arredondada, e o nariz é ligeiramente saliente; os olhos são pequenos, assim como as orelhas, que ficam ocultas no pelo. Sua visão e olfato são pouco desenvolvidos. São animais sem incisivos e caninos, tendo no total 18 molares, cinco em cada hemi-arcada superior, quatro em cada hemi-arcada inferior, sendo que os da frente são claramente menores. Os dentes são em forma de prego e crescem ao longo de toda a vida do animal.

## Comportamento
Esses animais passam a vida pendurados de cabeça para baixo, e a alimentação é escassa em nutrientes, o que exige uma maneira de vida de extrema economia de energia.

### Habitat e locomoção
A preguiça-de-três-dedos habita exclusivamente florestas úmidas, onde passa quase toda a vida pendurada nas árvores. É nesta posição que se alimenta e dorme, a cópula e o parto também ocorrendo neste lugar. O aperto dos membros e das garras em forma de gancho é tão forte que as preguiças podem até mesmo permanecer um curto período penduradas nos galhos após a morte. Elas se locomovem extremamente devagar: estimativas de sua velocidade máxima não ultrapassam quatro metros por minuto. Elas só descem ao solo para urinar e defecar – o que só se faz necessário a cada uma ou duas semanas, por conta do baixo metabolismo basal – ou para chegar a outra árvore. Entretanto essas trocas de árvore acontecem muito menos frequentemente do que com as preguiças-de-dois-dedos. Sua locomoção no solo é desajeitada; elas rastejam com os antebraços e as solas das pernas traseiras, alcançando assim apenas 2,5 m por minuto. Contudo, elas são boas nadadoras.

### Comportamento social e período de atividade
Preguiças-de-três-dedos são animais solitários, que, exceto para a cópula, não buscam contato com outros de sua espécie. Habitam uma área de, em média, dois hectares e, no seu habitat natural, a densidade populacional fica em torno de seis a sete espécimes por hectare. Ao contrário das preguiças-de-dois-dedos, majoritariamente notívagas, não têm horários fixos de atividade: as poucas horas que não passam dormindo podem se dar tanto durante o dia quanto à noite.

### Alimentação e metabolismo

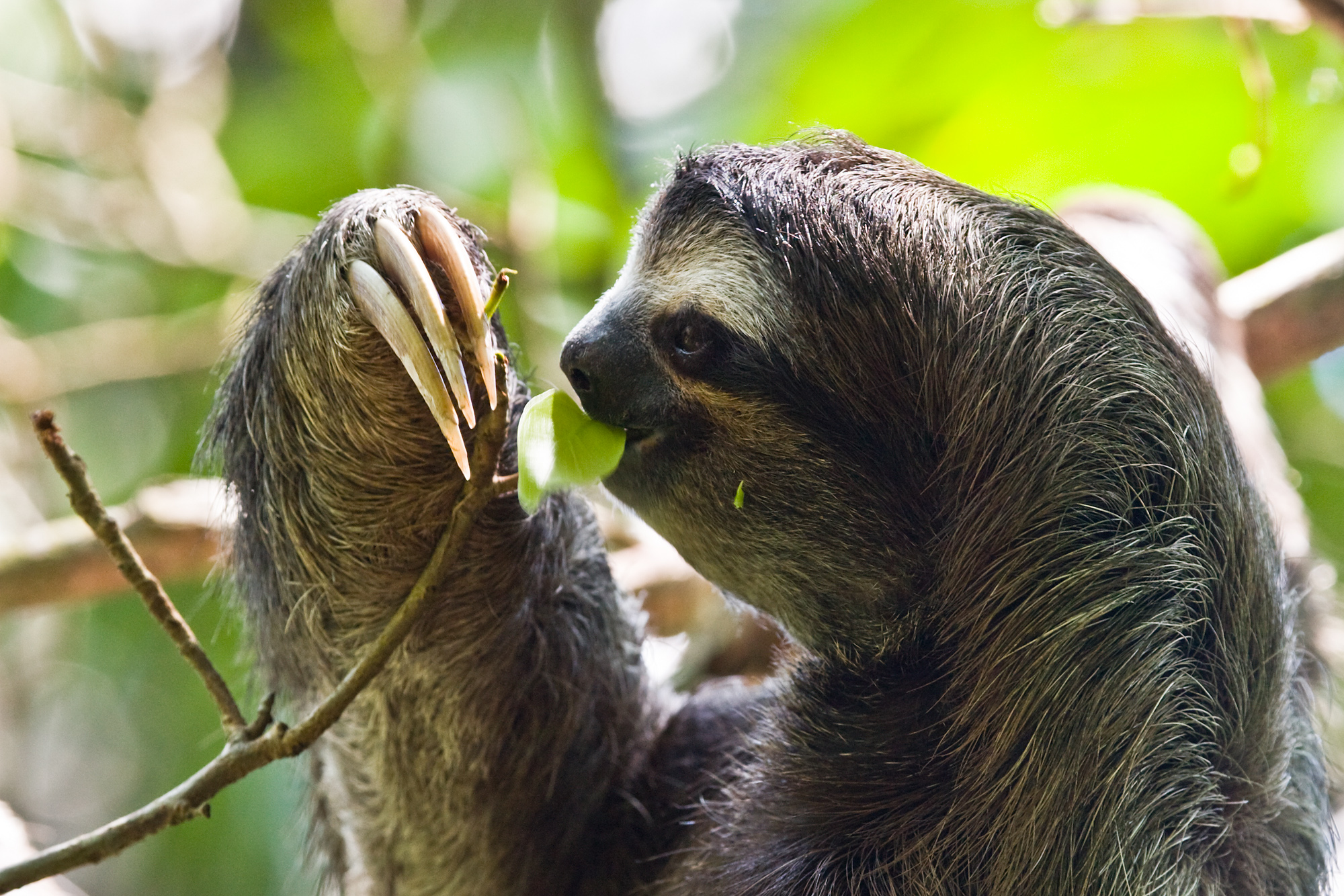
Preguiça-de-três-dedos se alimentando

A alimentação das preguiças-de-três-dedos consiste quase exclusivamente em folhas, e é ocasionalmente suplementada por brotos e galhos finos. Têm preferência pela folha da embaúba (Cecropia). Seu estômago é grande e complexo, subdividido em três estômagos reserva, que não são nitidamente definidos, e um estômago principal. Bactérias simbióticas ajudam na fermentação das folhas consumidas.
Sua taxa metabólica é de 40 a 45% menor que a de mamíferos de tamanho comparável. As preguiças-de-três-dedos levam um bom tempo para digerir a comida. Tendo um trato digestivo alargado, acabam com uma baixa massa muscular, que representa apenas de 25 a 30% do seu peso corporal. Por isso, sua temperatura corporal é menor e mais variável que a da maioria dos outros mamíferos: fica ao redor dos 34 °C e, durante o sono, pode baixar a 10 °C. Em compensação, se aquecem frequentemente ao sol, como muitos répteis. Longos períodos de descanso fazem parte de seu sistema de economia de energia. Os espécimes criados em cativeiro dormem até 19 horas por dia, um pouco mais que as preguiças-de-dois-dedos. Estudos sobre preguiças-de-três-dedos na natureza demonstraram, porém, que elas dormem apenas 9,6 horas por dia - muito menos do que previamente se acreditava. Tal fenômeno também pode ser observado em outros mamíferos herbívoros, como no coala.
Outra consequência da sua baixa taxa metabólica é que a defecação se faz necessária apenas uma vez a cada uma ou duas semanas. Para esse propósito, elas descem das árvores e se arrastam no chão. Fazem um buraco com sua curta cauda e lá defecam. Esse processo pode durar até meia hora. Não está claro o porquê de elas se darem o trabalho de descer até o chão, em vez de evacuar penduradas, como executam todo o restante de suas atividades. Uma teoria sugere que tal comportamento se tenha formado evolutivamente: a fertilização das árvores daí resultante diminuiria o número de deslocamentos necessários para outras árvores.

### Comportamentos contra os predadores
Dentre os predadores da preguiça-de-três-dedos estão o jaguar, a harpia e as cobras gigantes, como a sucuri. Ela se protege através de sua camuflagem e imobilidade. Em caso de ataque, porém, rapidamente consegue golpear o predador com suas patas dianteiras, assim causando-lhe feridas profundas com suas garras afiadas.

### Procriação
Em algumas populações de preguiças-de-três-dedos, a maioria dos nascimentos se dá na estação seca (de março a abril), enquanto, em outras, não há época de acasalamento sazonal. A fêmea tenta atrair o macho com um chamado estridente - grito este que, inclusive, inspirou o nome "aí", dado às preguiças em geral. O macho reage aproximando-se silenciosa e lentamente. O acasalamento se segue na típica posição dependurada desses animais. Daí em diante, o macho vai embora e deixa o cuidado da cria à fêmea. Depois duma gestação de cerca de seis meses, nasce um único filhote, que pesa entre 200 e 250 gramas. Elas não preparam ninhos para seus filhotes: em vez disso, carregam-nos consigo, presos à barriga, nas suas primeiras semanas de vida. Cerca de seis semanas depois, o filhote é desmamado, mas permanece algum tempo com sua mãe. Somente ao redor dos seis meses, é abandonado um bocado abruptamente, e a fêmea está pronta para a próxima cópula. No terceiro ano de idade, os filhotes atingem a maturidade sexual. A expectativa de vida das preguiças-de-três-dedos fica entre 30 e 40 anos.

## Sistemática

### Relação com outros bichos-preguiça
Anteriormente, as duas famílias de preguiças remanescentes foram consideradas estreitamente aparentadas entre si, tendo sido por vezes organizadas em uma mesma família e em oposição às extintas preguiças terrícolas. No entanto, as semelhanças externas dependem em parte da evolução convergente. As preguiças arborícolas são um grupo parafilético, em que a preguiça-de-dois-dedos se assemelha mais fortemente a algumas preguiças-gigantes extintas do que às preguiças-de-três-dedos. Estima-se que as linhas de evolução das duas famílias tenham se distanciado há cerca de 35 milhões de anos. Surpreendentemente, não restaram fósseis de parentes imediatos das preguiças-de-três-dedos.

### Espécies
Há quatro espécies diferentes:
- A preguiça-de-coleira (Bradypus torquatus, por vezes também classificada dentro do subgênero Scaeopus) é identificada pelos pêlos longos e pretos no pescoço e na região dos ombros, que parecem formar uma crina. Sua área de distribuição é restrita ao remanescente da Mata Atlântica no sudoeste do Brasil (estados da Bahia, Espírito Santo e Rio de Janeiro), razão pela qual essa espécie é considerada seriamente ameaçada de extinção.
- A preguiça-comum (B. variegatus) é a espécie de preguiça-de-três-dedos com a maior área de distribuição, que vai de Honduras até o norte da Argentina. Não ocorre, porém, no nordeste da América do Sul. Seu pêlo é caracterizado por um padrão de tracejado esbranquiçado. A designação científica B. infuscatus, encontrada principalmente em estudos mais antigos, é um nome sinônimo para essa espécie.
- A preguiça-de-bentinho ou aí (B. tridactylus) se diferencia das espécies citadas anteriormente por uma mancha clara na garganta. Ocorre na Venezuela, na Guiana, na Guiana Francesa, no Suriname e no norte do Brasil.
- A preguiça-anã (Bradypus pygmaeus) foi descrita em 2001 por Robert Anderson e Charles Handley. Essa espécie vive na Ilha do Escudo de Veraguas, de apenas 5 km² de área, na costa norte do Panamá. Devido à pequena área que ocupam e à diminuição de sua população, as preguiças-anãs são consideradas ameaçadas de extinção. Elas apresentam o nanismo típico de muitas espécies de animais que vivem em ilhas (nanismo insular).

## A preguiça-de-três-dedos e o ser humano

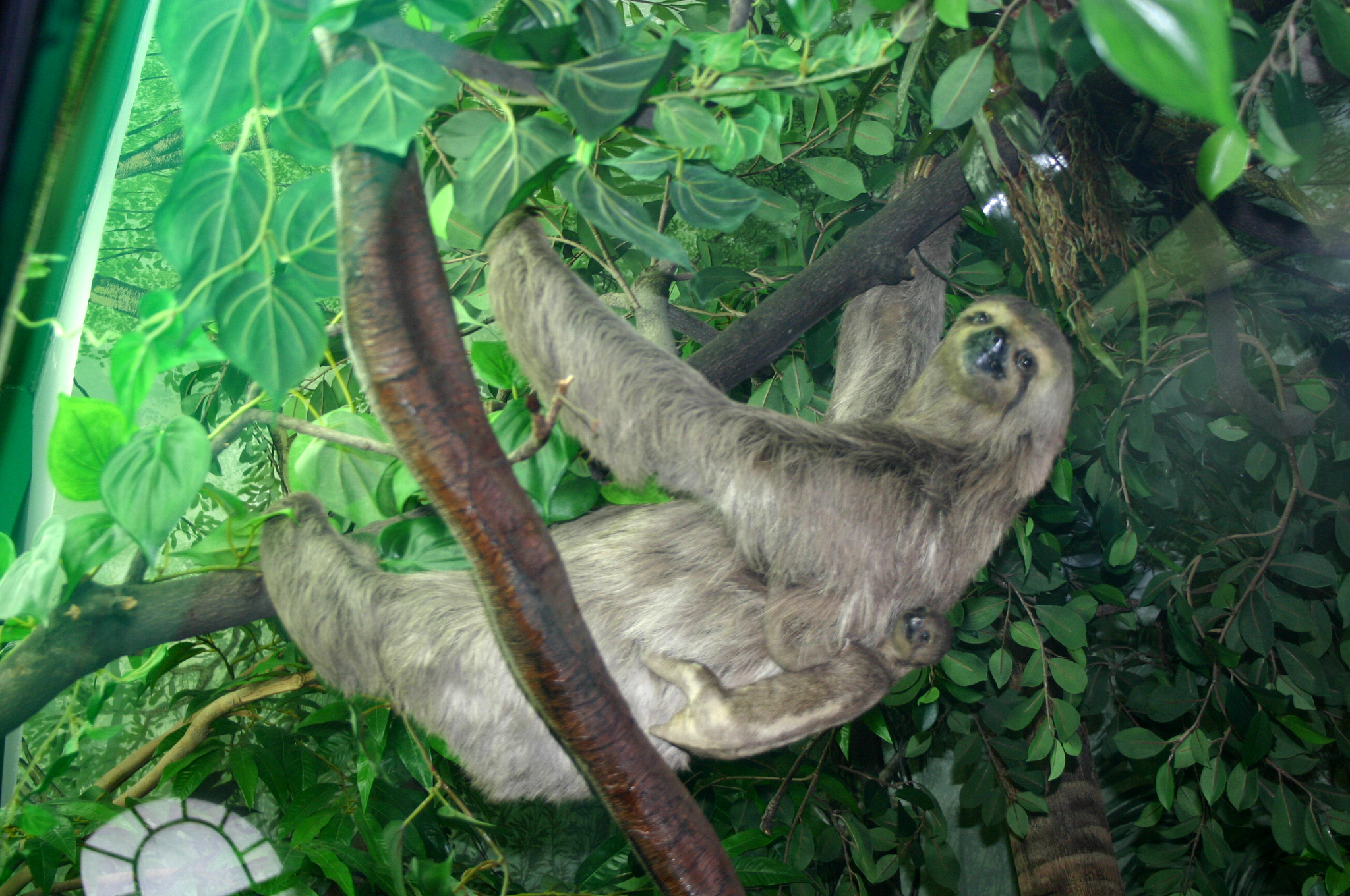
Preguiça-de-bentinho empalhada

### Histórico
Desde sua descoberta pelos europeus, preguiças gozam de uma reputação muito ruim, que se reflete também no seu nome. Elas eram vistas como criaturas preguiçosas, desprezíveis. Há lendas indígenas nas quais a suposta apatia desses animais é retratada. O nome do gênero Brádipo (grego para "pé lento") remonta a Lineu, que, nas primeiras edições de seu Systema Naturae, classificou as preguiças como primatas.

### Estado de conservação
Por causa de sua alimentação especializada, as preguiças-de-três-dedos são mais difíceis de serem mantidas em cativeiro do que as suas parentes preguiças-de-dois-dedos. Estas representam, portanto, a maioria das preguiças mantidas nos zoológicos. A respeito do estado de conservação desses animais, só se consegue chegar a informações imprecisas. Como habitantes da floresta tropical úmida, as preguiças-de-três-dedos foram sem dúvida afetadas pelo desmatamento, e, além disso, caçadas por sua carne. Essa prática, no entanto, está diminuindo. A preguiça-de-coleira, que habita apenas a região da floresta tropical do sudoeste brasileiro, foi listada pela União Internacional para a Conservação da Natureza e dos Recursos Naturais como em perigo crítico de extinção. Essa região é uma das com maior densidade populacional do Brasil e portanto muito exposta ao desmatamento. A estimativa é de que restem apenas 2% da sua superfície original, o que causa efeito alarmante nas espécies animais que lá existem. A Bradypus pygmaeus é classificada como espécie ameaçada de extinção por causa do tamanho muito restrito da sua área de distribuição. As duas espécies restantes possuem uma área de distribuição grande e não se configuram como espécies ameaçadas.